# Haverö
Haverövallen är kyrkbyn i Haverö socken i Ånge kommun i Medelpad. Orten ligger på en halvö med samma namn vid norra stranden av sjön Havern
I Haverövallen ligger Haverö kyrka.
Första bosättare tros vara Henrik Olofsson med ursprung från Finland.
Henrik Olofsson föddes omkring år 1500.

## Galleri

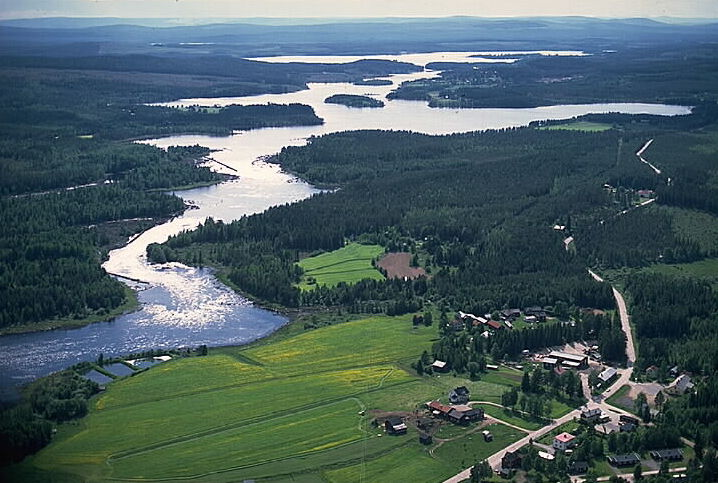
Flygfoto över Haverö strömmar från 1988.
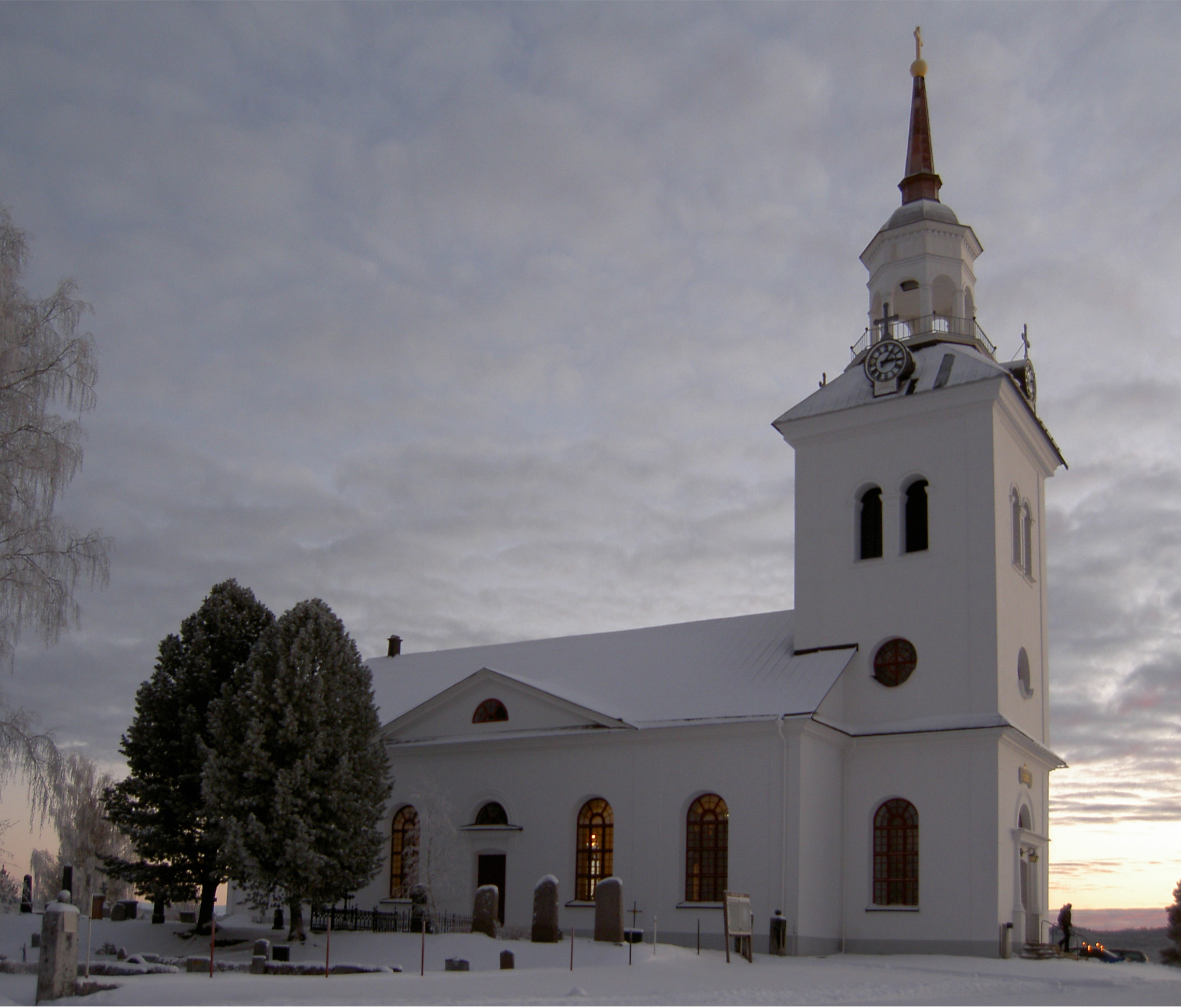
Haverö kyrka.